# Хенкин, Йехезкель
Йехезкель Хенкин (ивр. יחזקאל חנקין‎; 1881, Зятковичи Рогачевского уезда Могилевской губернии — 22 декабря 1916, Явнеэль) — деятель сионистского движения, один из руководителей еврейской самообороны в Гомеле, после переезда в Палестину ставший одним из основателей военизированной еврейской организации «Ха-Шомер».

## Биография

### Ранние годы
Йехезкель Хенкин родился в 1881 году в Гомеле. В юности принимал активное участие в сионистских молодёжных организациях. Работал маляром у художника, расписывавшего вывески в Гомеле. На работе Йехезкель познакомился с ученицей портнихи Хаей Сара Блюмин, которая приехала в Гомель из деревни Навиловка. Хая стала женой Хенкина и под влиянием мужа вышла из партии Бунда.
Около 1902 года Йехезкель и Хая вступают в еврейскую социал-демократическую рабочую партию «Поалей Цион» (с ивр. — «Рабочие Сиона») и основывают её гомельское отделение. Хенкин стал активной фигурой в партии и вместе с другими членами намеревался совершить алию.

### Создание отряда еврейской самообороны и Еврейский погром в Гомеле
После Кишиневского погрома Йехезкель Хенкин организовывает и возглавляет самооборону гомельских евреев. При местной секции «Поалей Цион» он собирает военизированный отряд «Гибборей Цион» (с ивр. — «Герои Сиона»), состоящий из около 400 молодых людей.
Перед началом еврейского погрома в Гомеле Хенкин переоделся в крестьянина и ходил средь крестьян для сбора сведений об их приготовлениях. Отрядам Йехезкеля удалось разработать план обороны и провести переговоры с «Бундом» о совместных действиях.
Йехезкель Хенкин и вооружённые отряды еврейской самообороны встретили погромщиков на Конной площади Гомеля. Солдаты ставшие между ними, открыли огонь по евреям. Трое человек погибли, сам Йехезкель Хенкин получил ранение.

### Эмиграция на Земли Израиля и создание Ха-Шомер

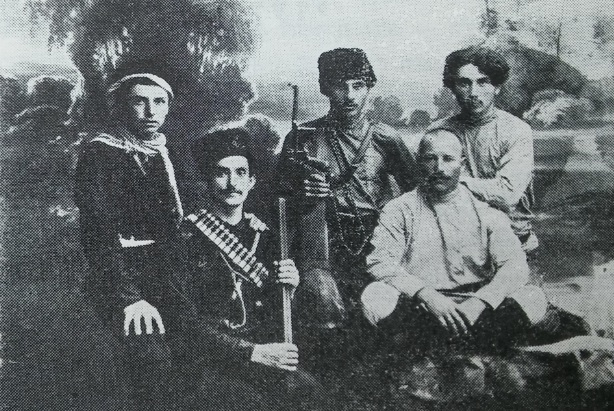
Группа мужчин Ха-шомера (1915 или 1916 гг.) справа налево: Меир Спектор, Йехезкель Ханкин, Шауль Карбель, Зеев Левинсон.

После начала преследования евреев и руководства «Гибборей Цион» из-за погрома, Йехезкель Хенкин и Хая Сара бежали в Киев. Там они пробыли около трёх недель, в течение которых Йехезкель оправлялся от ран.
В Киеве преследование продолжилось. О нём Хенкина предупредил врач Мендельштам. Ему и Хае пришлось покинуть Киев и переехать в Одессу. В Одессе паре помогли лидеры еврейской общины. Меир Дизенгоф оформил для них паспорта. Вместе с двумя другими членами еврейской самообороны Гомеля, пара продолжила путь в Стамбул по суше, а оттуда на корабле в Яффо.

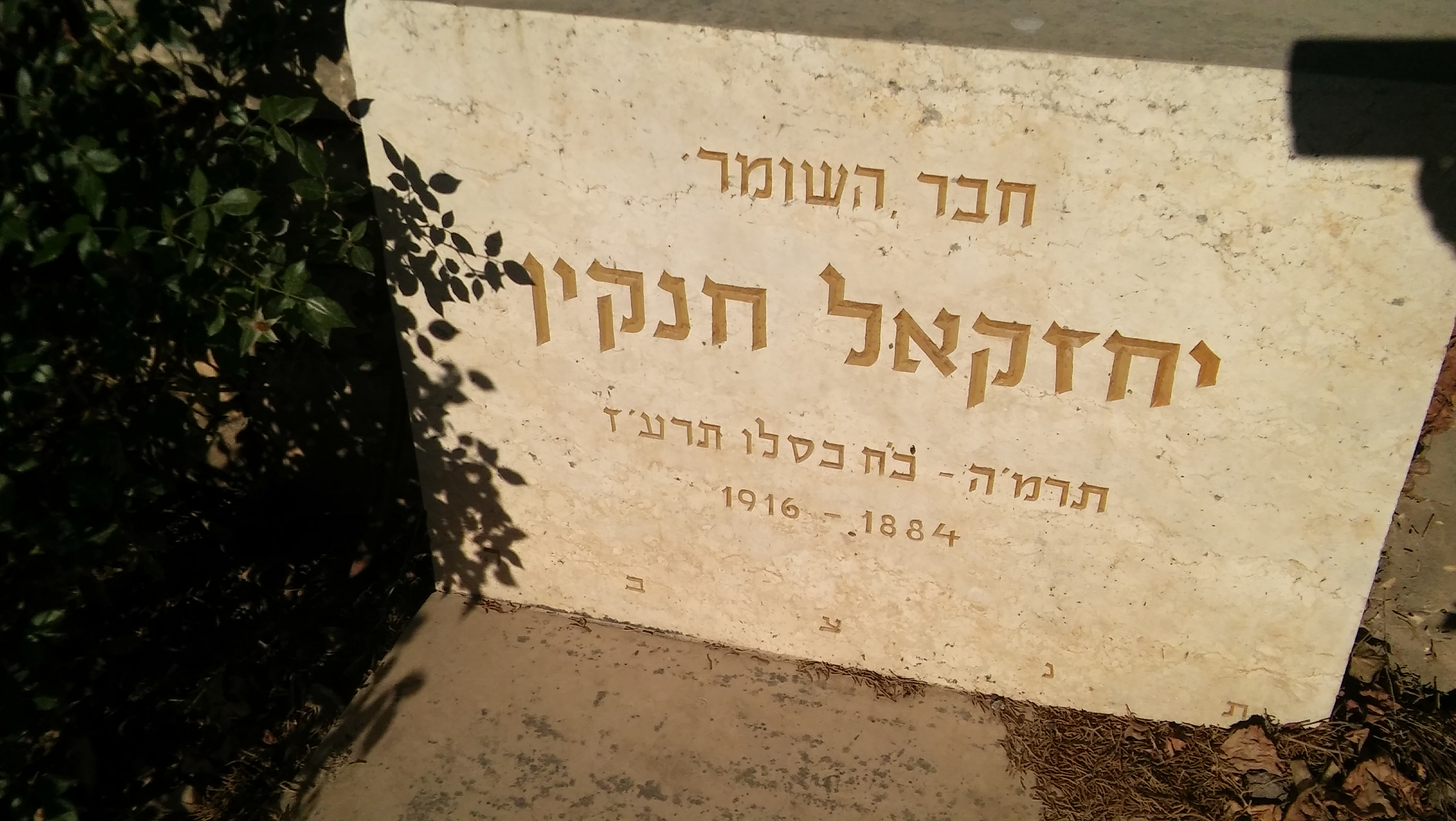
Могила Йехезкеля Ханкина на участке Ха-Шомер кладбища в Кфар-Гилади

Хенкин приехал на землю Израиля 17 декабря 1903 года вместе с 14-ю членами еврейской самообороны Гомеля. Считается, что их прибытие на территорию Османской Империи ознаменовала начало второй алии.
В 1906 году Хенкин помог доктору Лео Коэну основать отделение движения Маккаби в Яффо. Целью организации стало укрепление молодёжи и создание здорового и сильного еврейского поколения. 12 апреля 1909 года Ханкин участвовал в учредительном собрании организации «Ха-Шомер» — одной из первых военизированных еврейских организаций в Палестине, которая состояла из небольших отрядов самообороны.
22 декабря 1916 года Йехезкель Ханкин умер от жёлтой лихорадки в возрасте 35 лет. Он был похоронен на кладбище в Явнале, после чего его тело было перенесено на покой в охранную часть кладбища Кфар-Гилад.